# آیرولو
آیرولو (به لاتین: Airolo) یک منطقه مسکونی در سوئیس است که در کانتون تیچینو واقع شده‌است. آیرولو ۲٬۰۳۲ نفر جمعیت دارد.

## نگارخانه

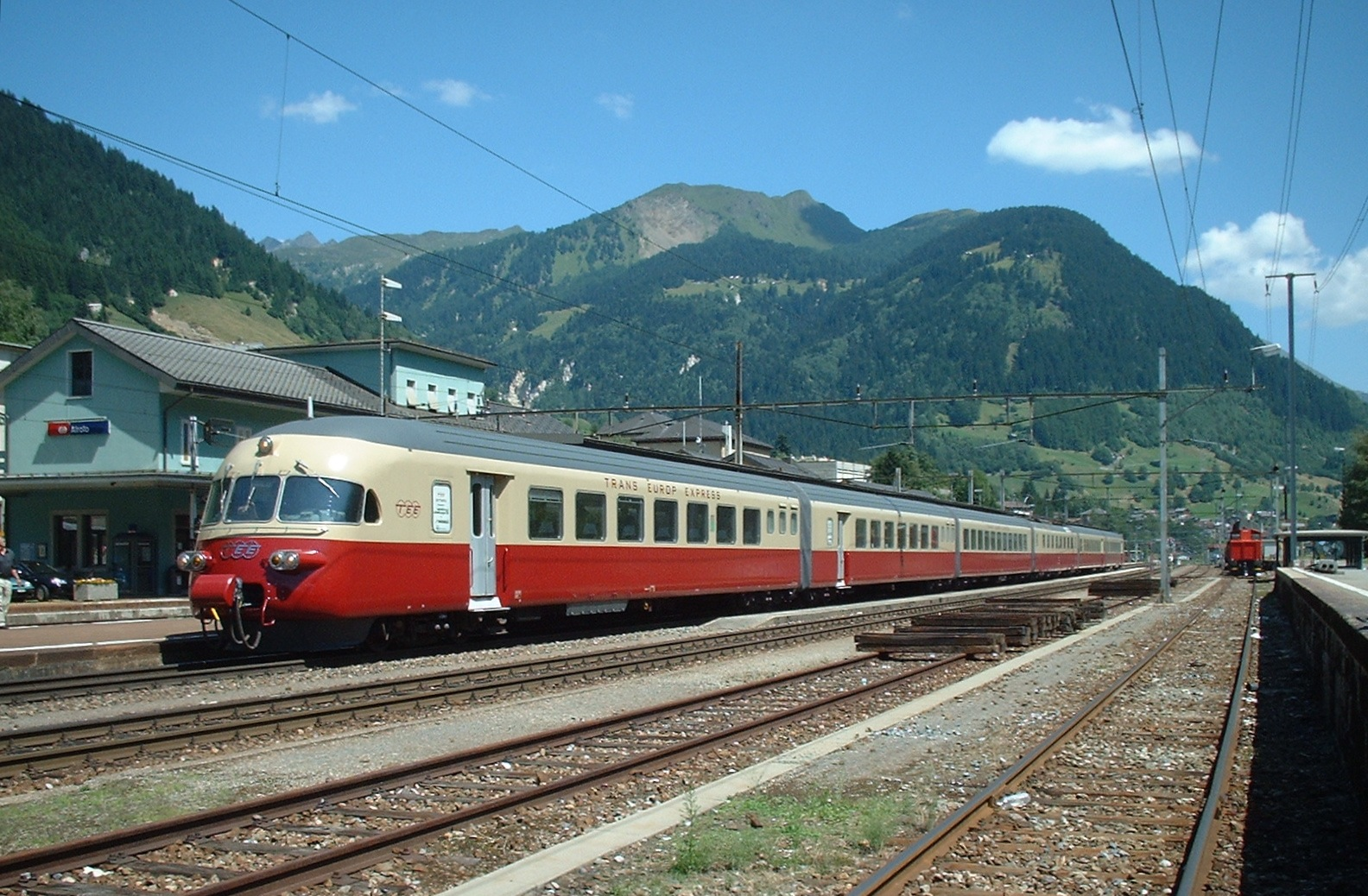
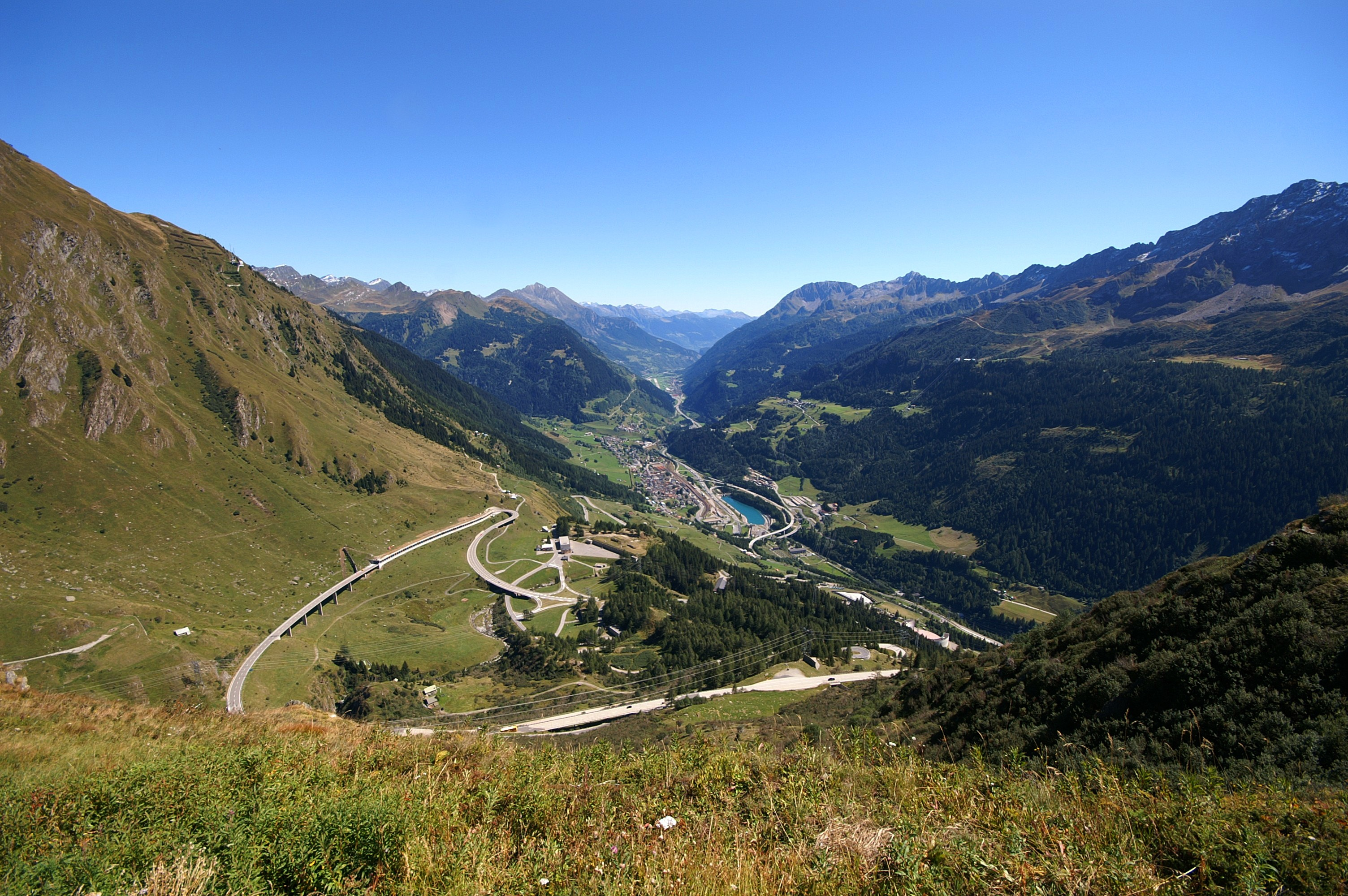
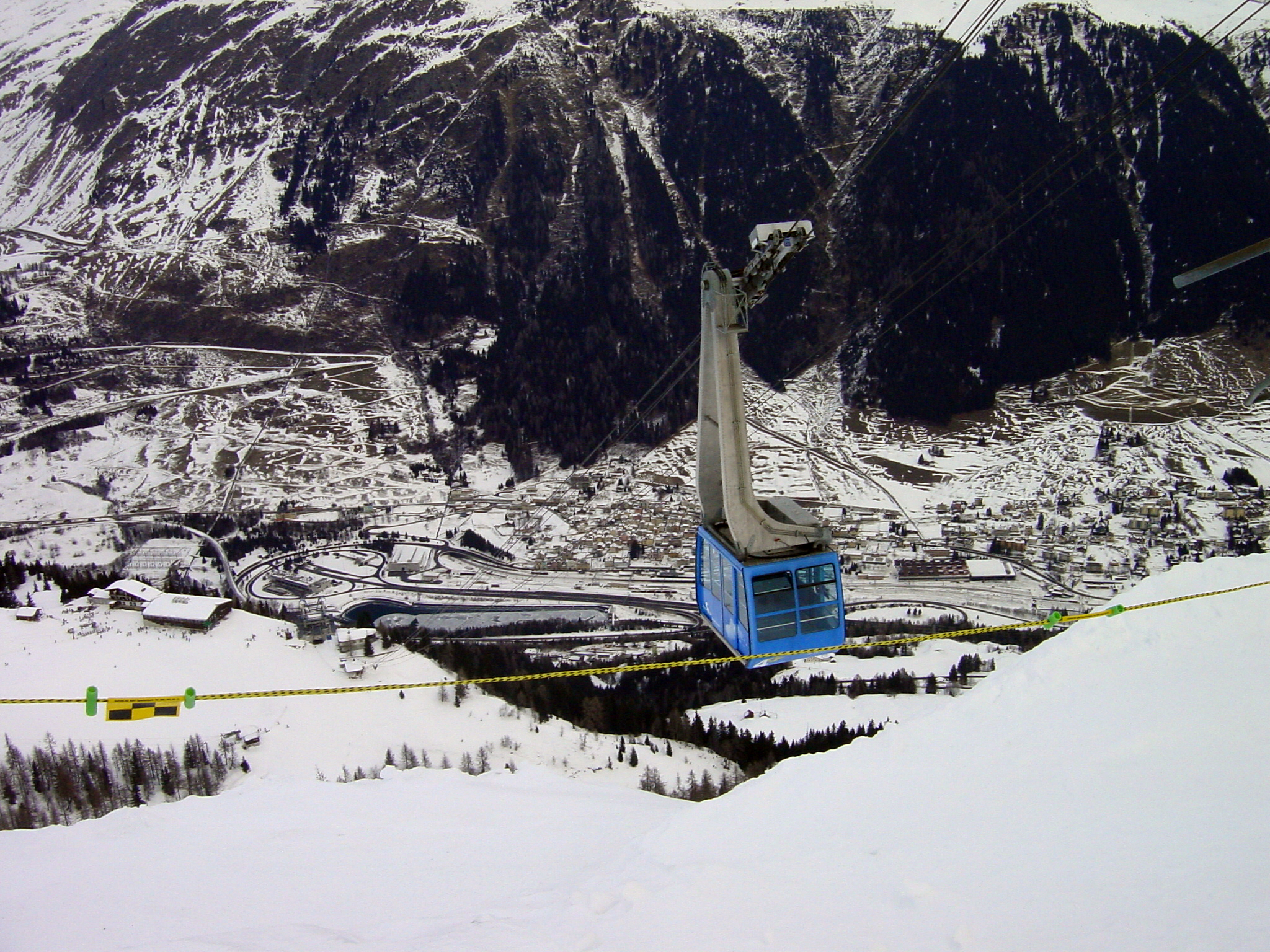